# Nissan Altima
Nissan Altima (яп. 日产·アルティマ, укр. Ніссан Алтіма) — середньорозмірний автомобіль фірми Nissan, і, наступник Nissan Bluebird.

## Опис
Altima займає місце на ринку між меншою Nissan Sentra і більшою Nissan Maxima. Altima доступна в Північній Америці, а також на інших ринках. На деяких ринках Nissan продає подібний седан середнього розміру під назвою Nissan Teana, побудований на тій же платформі FF-L. 
Назвою "Altima" спочатку позначали комплектації середньорозмірного Nissan Laurel, що продавався в Центральній Америці і Карибському басейні до 1992 року. В 1993 році Nissan припинив виробництво Stanza, замінивши його моделлю Altima американського виробництва. Найперша Altima зійшла з конвейєра 15 червня 1992 року. Спочатку всі Altima вироблялися виключно в Смирні, штат Теннесі, але з червня 2004 року Nissan побудував додатковий завод в Кантоні, штат Міссісіпі для задоволення високого попиту.
На самому початку свого шляху, цей Nissan Altima  був претензійним компактним автомобілем, який незабаром еволюціонував в економічний і комфортний сімейний седан середнього розміру з еластичним управлінням і цікавим дизайном. У процесі свого розвитку, автомобіль став одним з найбільш популярних машин в своєму класі. Після зміни дизайну в 2016 році ця модель стала більше нагадувати новий седан Maxima і кросовер Murano. Зміни 2016 доповнили автомобіль V-образною решіткою радіатора, новими витонченими  бічними частинами і світлодіодними фарами. Салон, також, був змінений в стилі високої моди, на зразок Maxima і Murano.
Інтер'єр Altima в 2016 році був значно вдосконалений, багато уваги було приділено шумоізоляції салону, тому дорожній шум практично не відчутний. За оцінками, показники комфорту їзди Альтіма вище, ніж у Passat або Sonata. Базові моделі Ніссан комплектуються або 4-х, або 6-циліндерним двигуном. Весь модельний ряд оснащений модернізованим бортовим комп'ютером з 4-дюймовим рідкокристалічним дисплеєм із зображенням автомобіля в кольорі з ефектом 3D.

## Перше покоління (1993-1997)

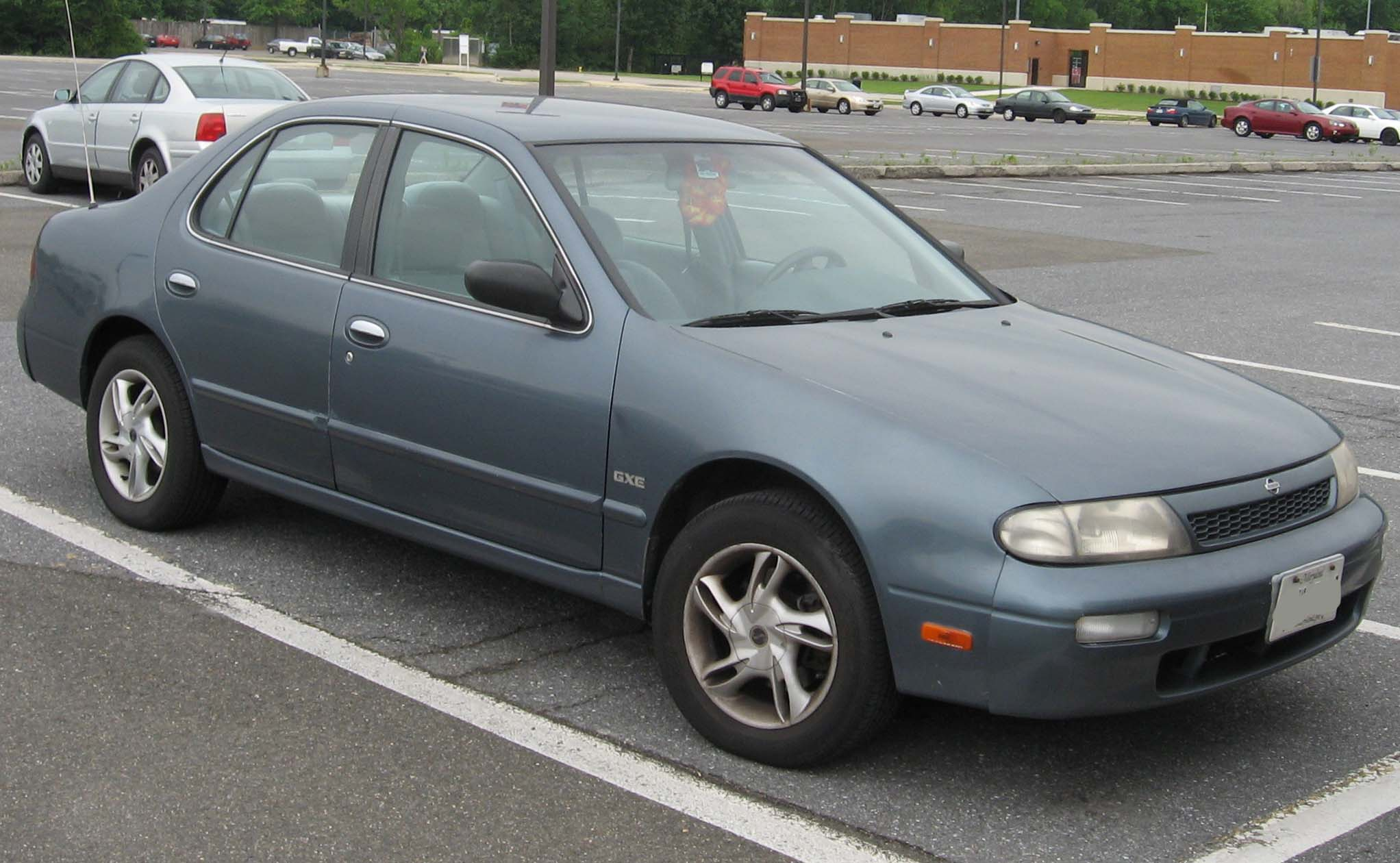
Nissan Altima 1 (1993-1997)

### Двигун
- 2.4 L KA24DE I4 150 к.с.

## Друге покоління (1998-2001)

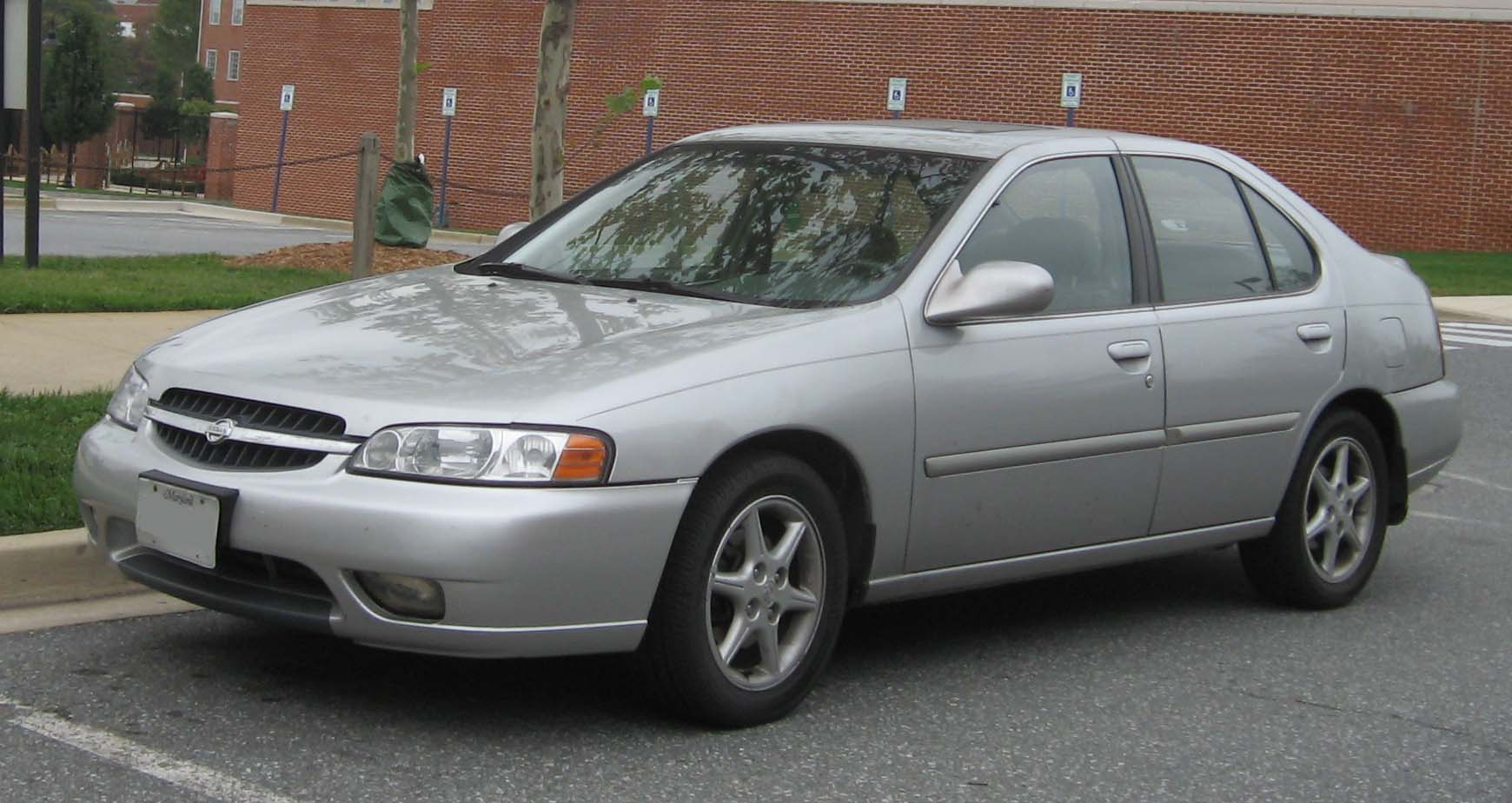
Nissan Altima 2 (1998-2001)

### Двигун
- 2.4 L KA24DE I4 150–155 к.с.

## Третє покоління (2002-2006)

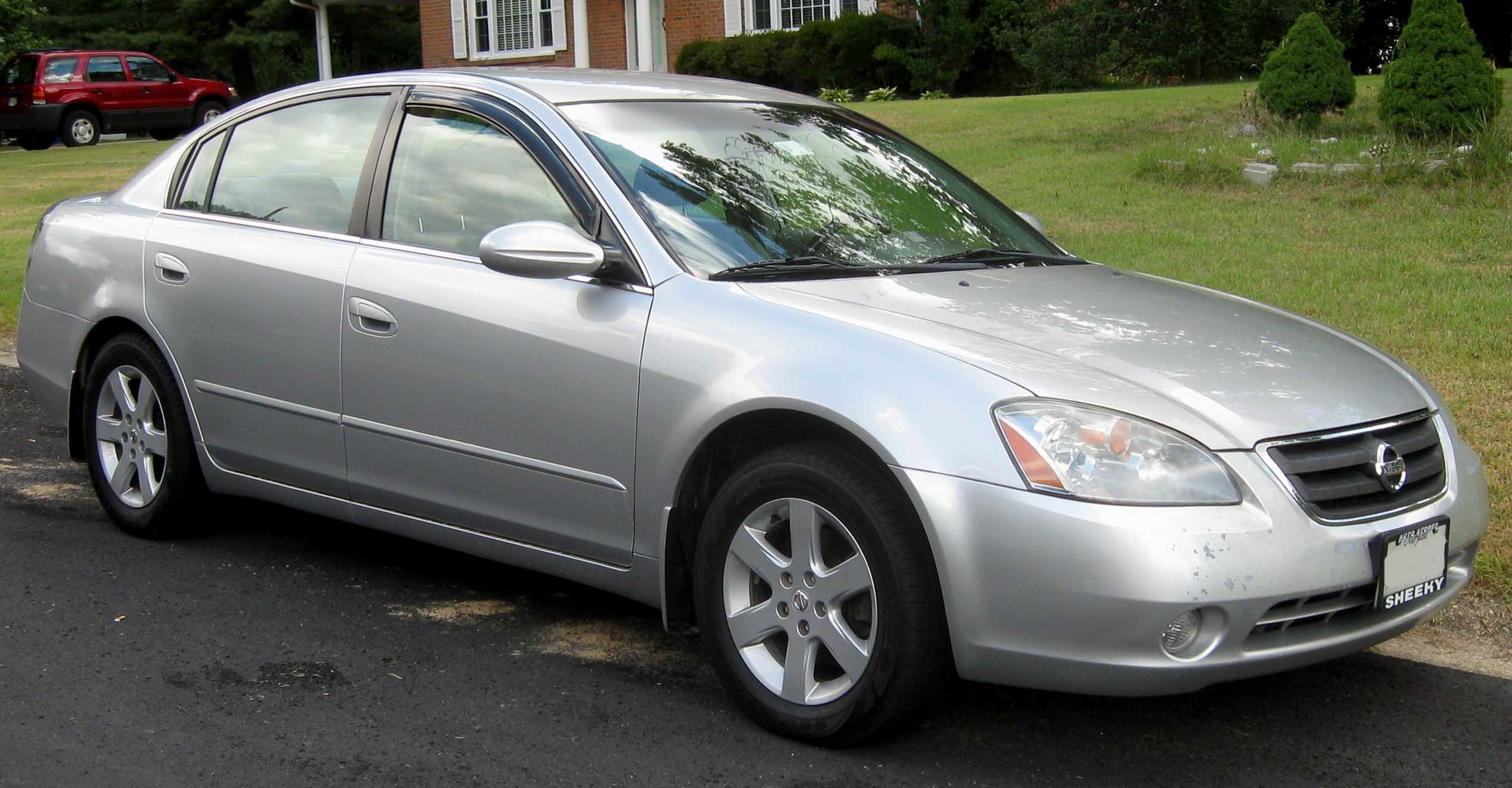
Nissan Altima 3 (2002-2006)

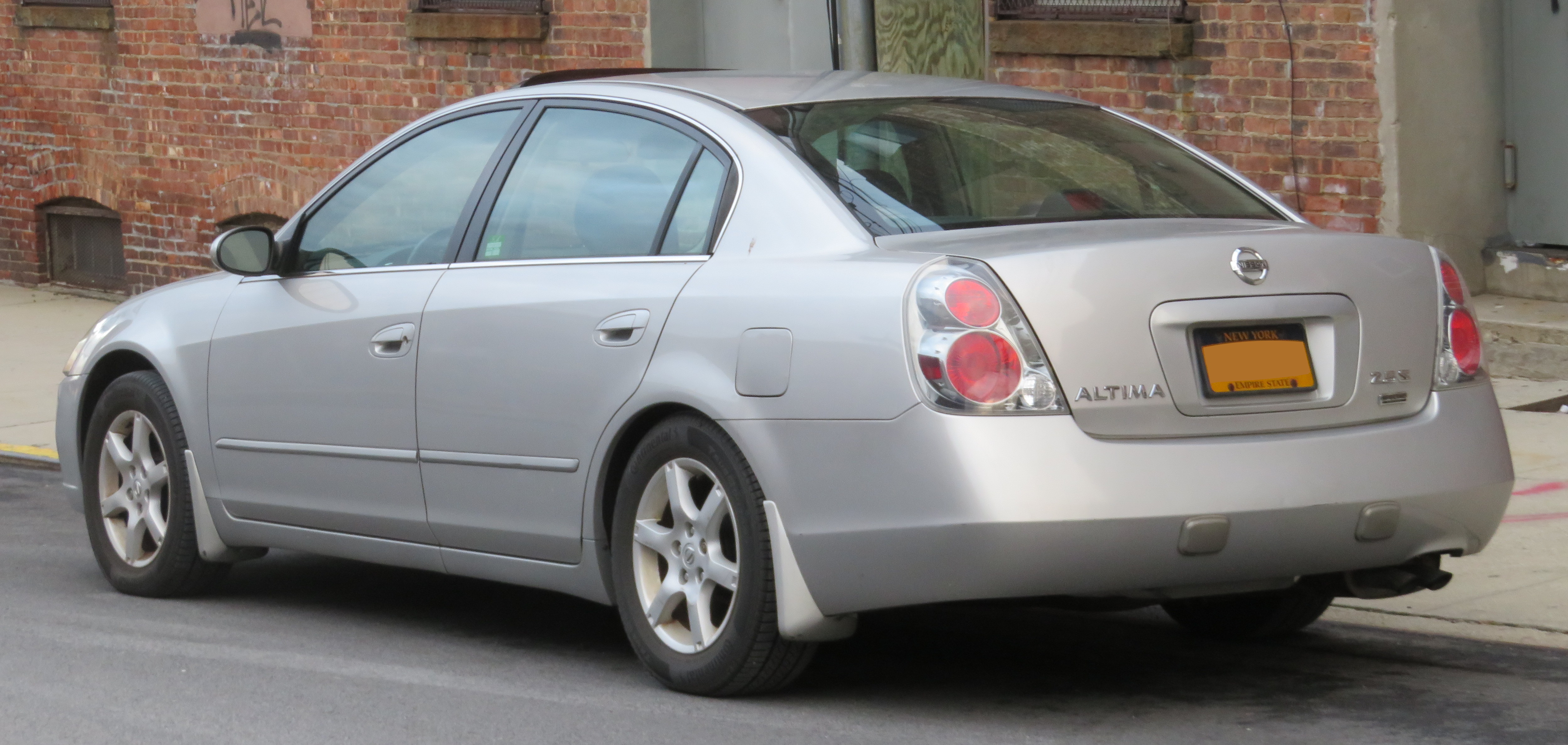

Третя генерація Altima (модель шасі L31) дебютувала у кінці 2001 року. Це був перший масовий продукт, побудований на новій платформі Nissan FF-L, яка була унікальною для Північної Америки і не мала еквівалентної моделі в Японії. Азійська Nissan Teana схожа, але не зовсім однакова, розроблений для потреб ринку Південно-Східної Азії; всі три модельні лінії мали одну платформу. Внутрішні розміри Altima навіть перевершили розміри Maxima 2000-03 років, тому 2004 року Maxima перенесена в повнорозмірний клас. Також найбільшим у класі був паливний бак у 20 літрів (72 л) Altima. Крім того, Altima модернізувала задню підвіску до багатоважільного типу та гальма до 4-колісних дисків. Це було перше покоління, яке запропонувало двигун V6.

### Двигуни
- 2.5 L QR25DE I4 175 к.с.
- 3.5 L VQ35DE V6 240–250 к.с.
- 3.5 L VQ35DE V6 260 к.с. SE-R

## Четверте покоління (2007-2013)

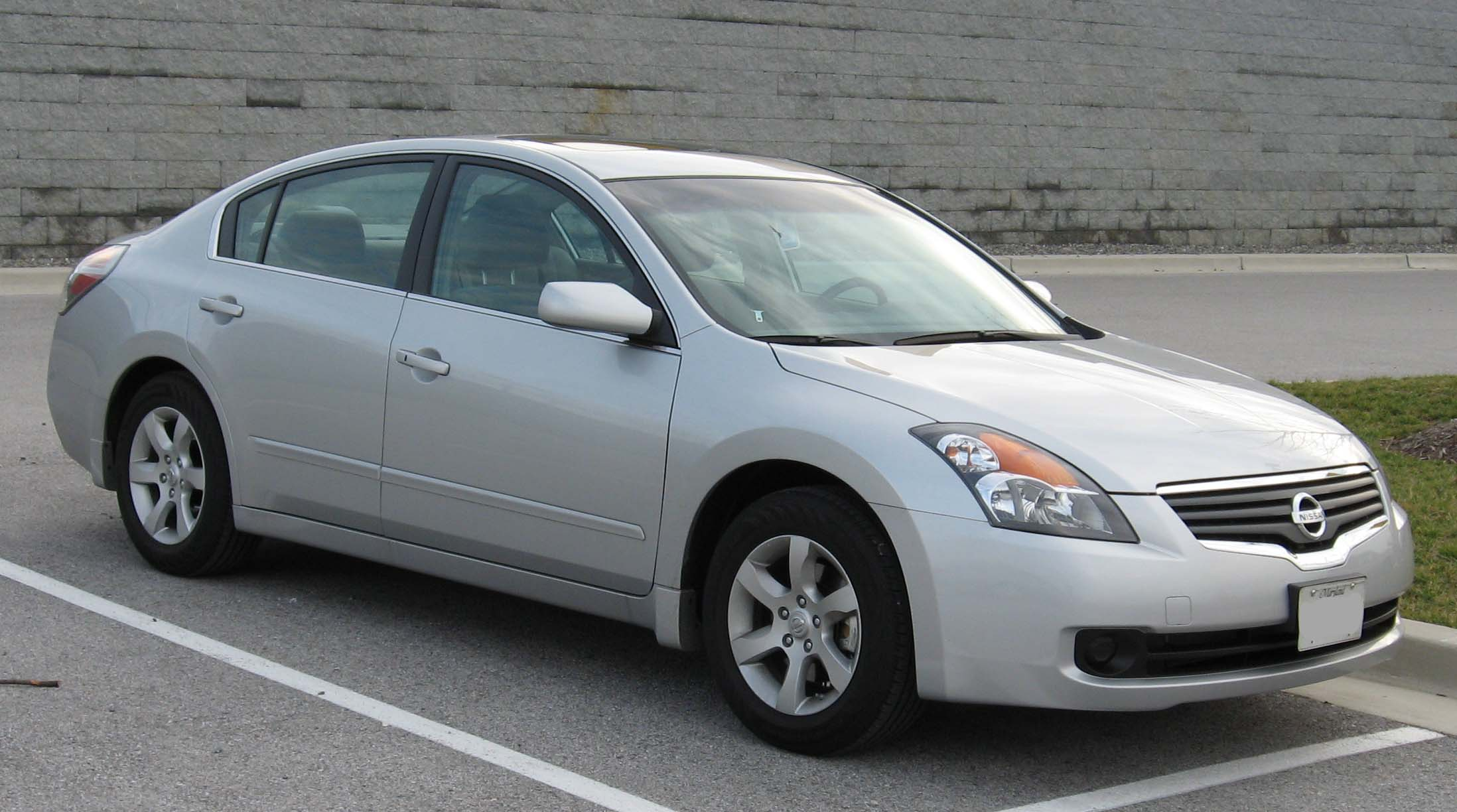
Nissan Altima 4 (2007-2012)

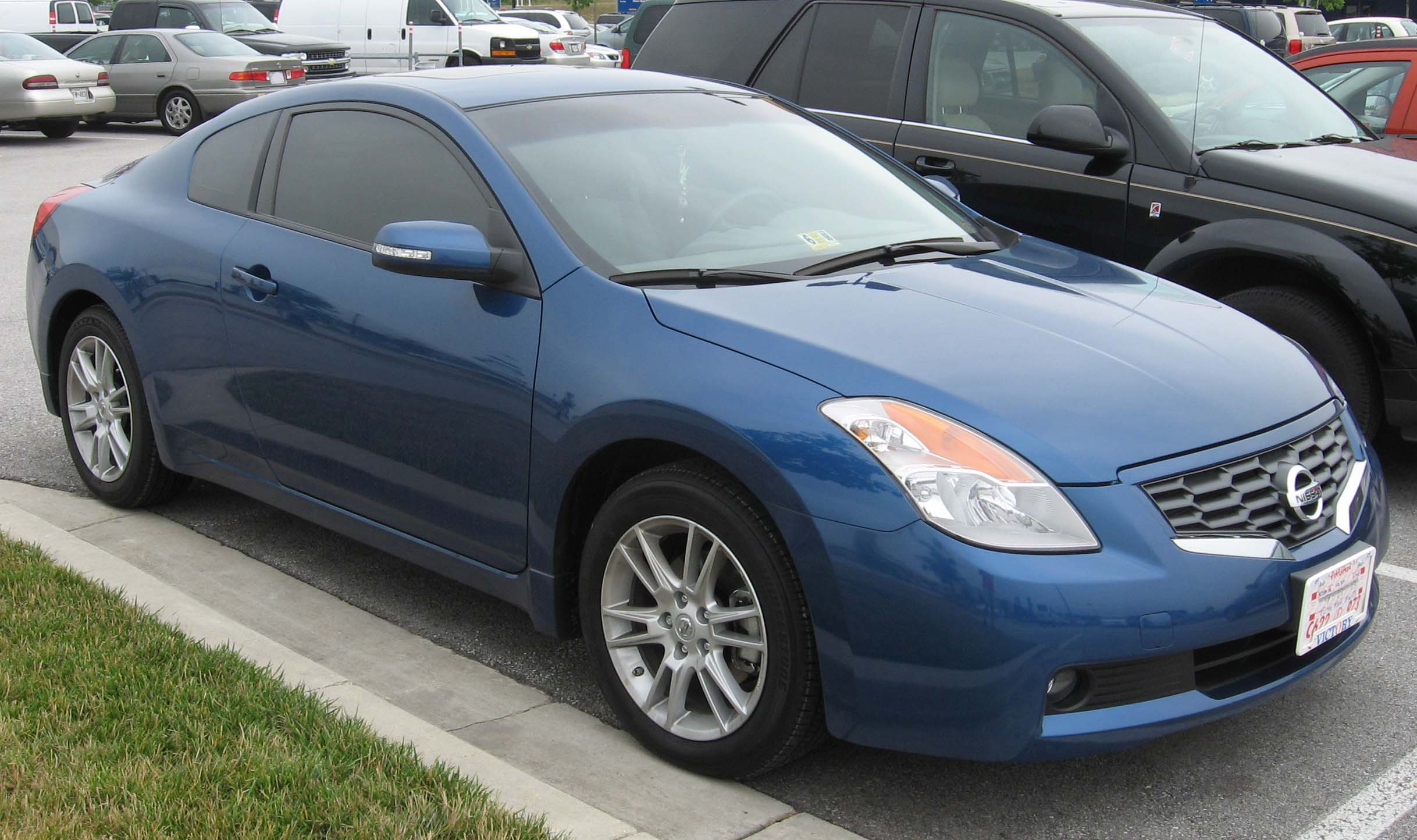
Nissan Altima 4 coupe (2007-2013)

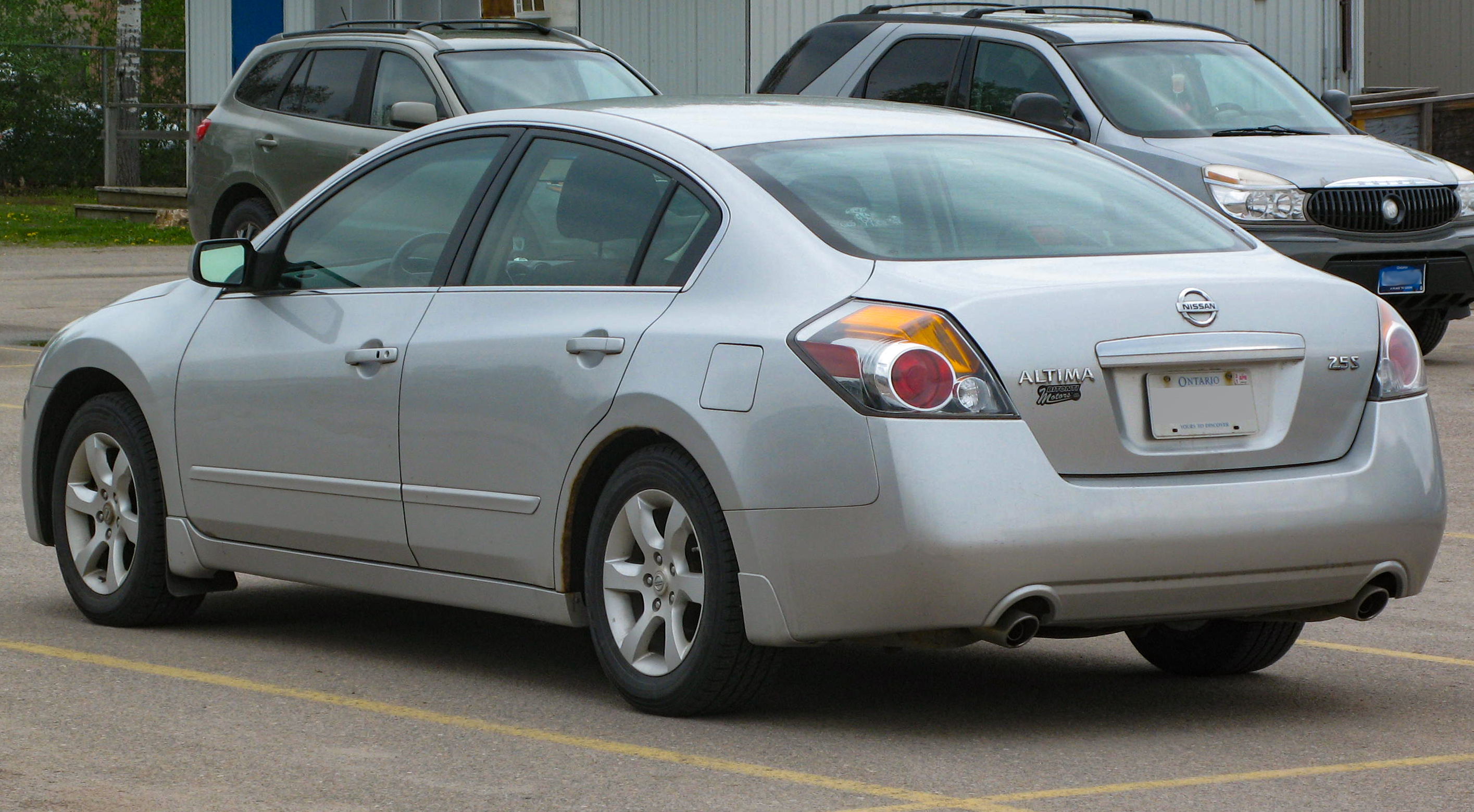

Четверте покоління Nissan Altima (модель шасі L32A) було дебютувало на автосалоні в Нью-Йорку 12 квітня 2006 року. Це перший автомобіль, який застосував меншу платформу Nissan D, з новою передньою та модернізованою задньою підвіскою. Колісна база на 1 дюйм (25 мм) коротша, ніж у третього покоління Altima, але внутрішній простір був здебільшого незмінним. Maxima та Murano також використовували цю нову платформу, починаючи з моделей 2009 року. Як і в попередньому поколінні, вона має велику частину своєї механіки та платформи від Nissan Teana, яка побудована для різних ринків Азії.

### Двигуни
- 2.5 L QR25DE I4 175 к.с.
- 3.5 L VQ35DE V6 270 к.с.

## П'яте покоління (2012-2018)

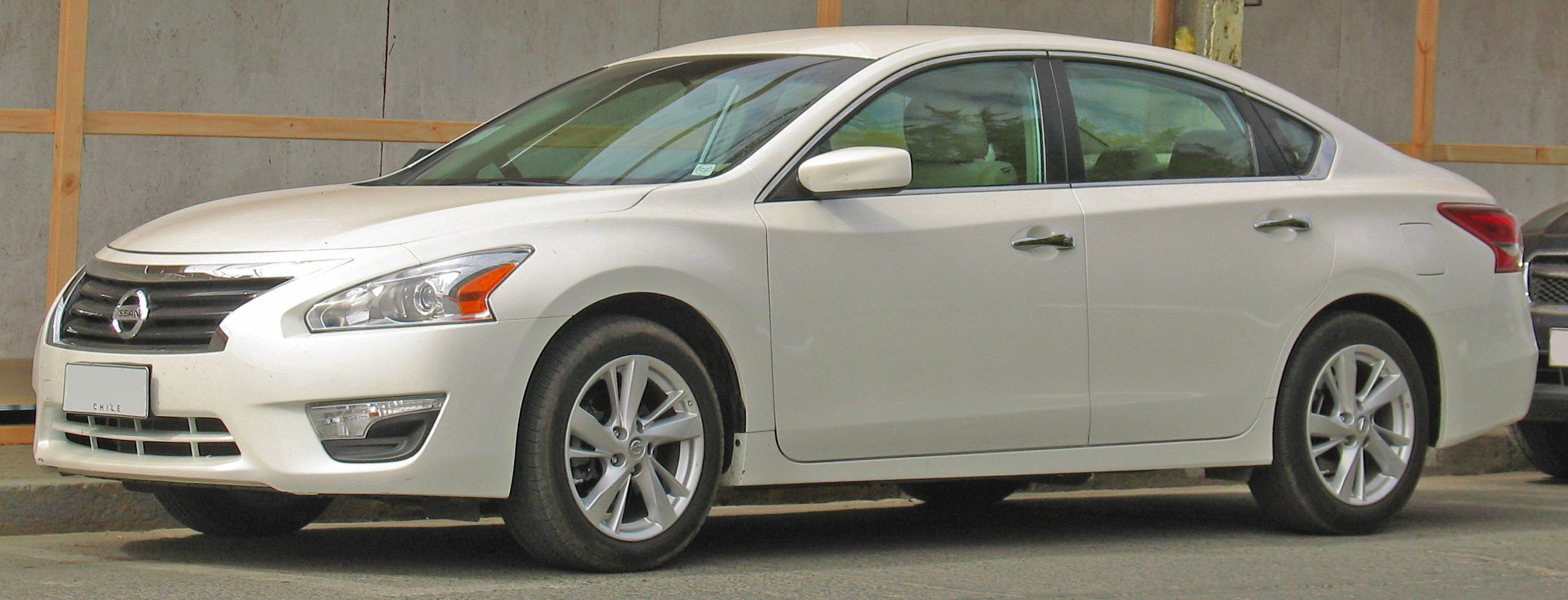
Nissan Altima 5 (2012-2016)

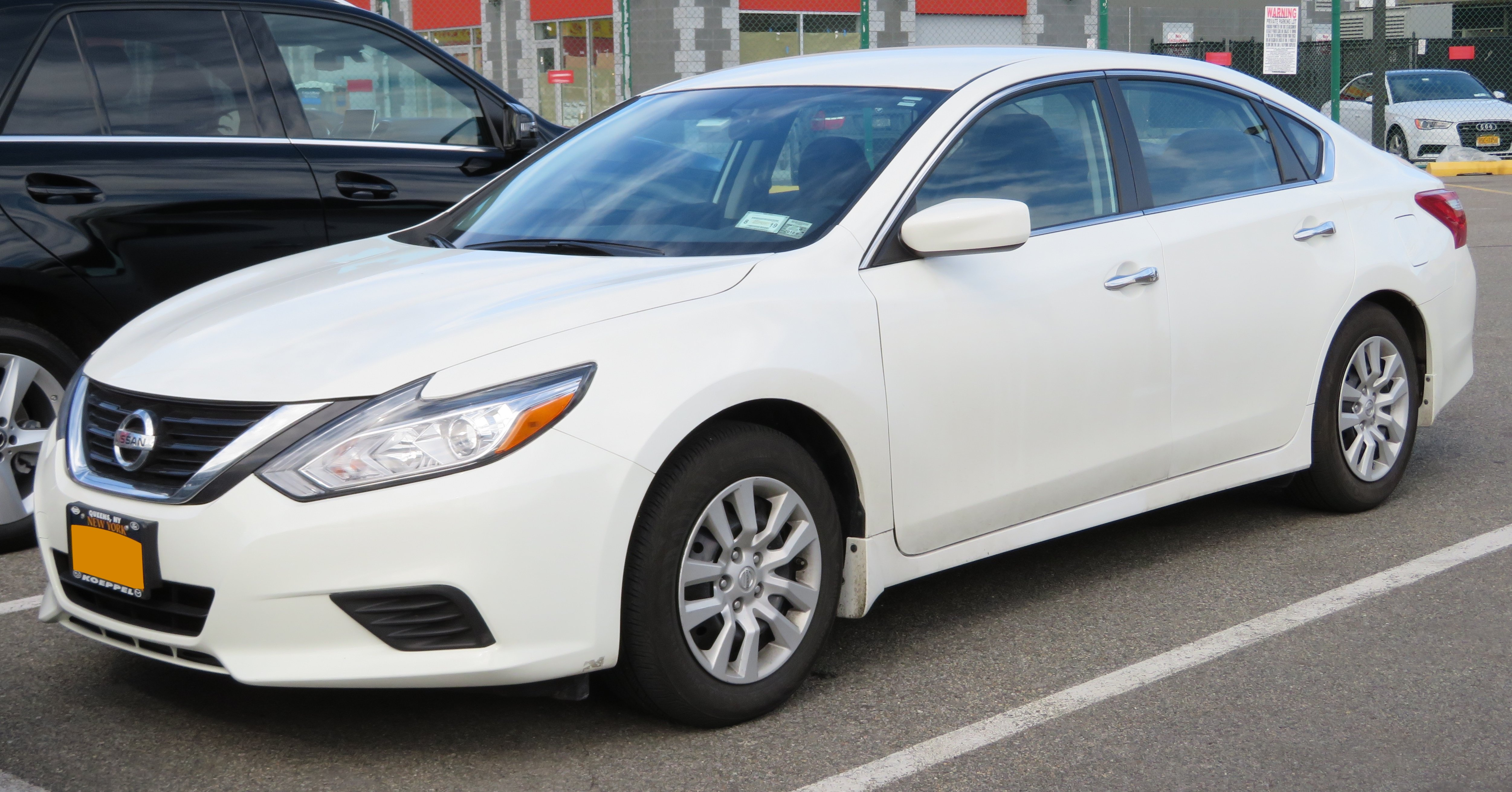
Nissan Altima 5 (2016-2018)

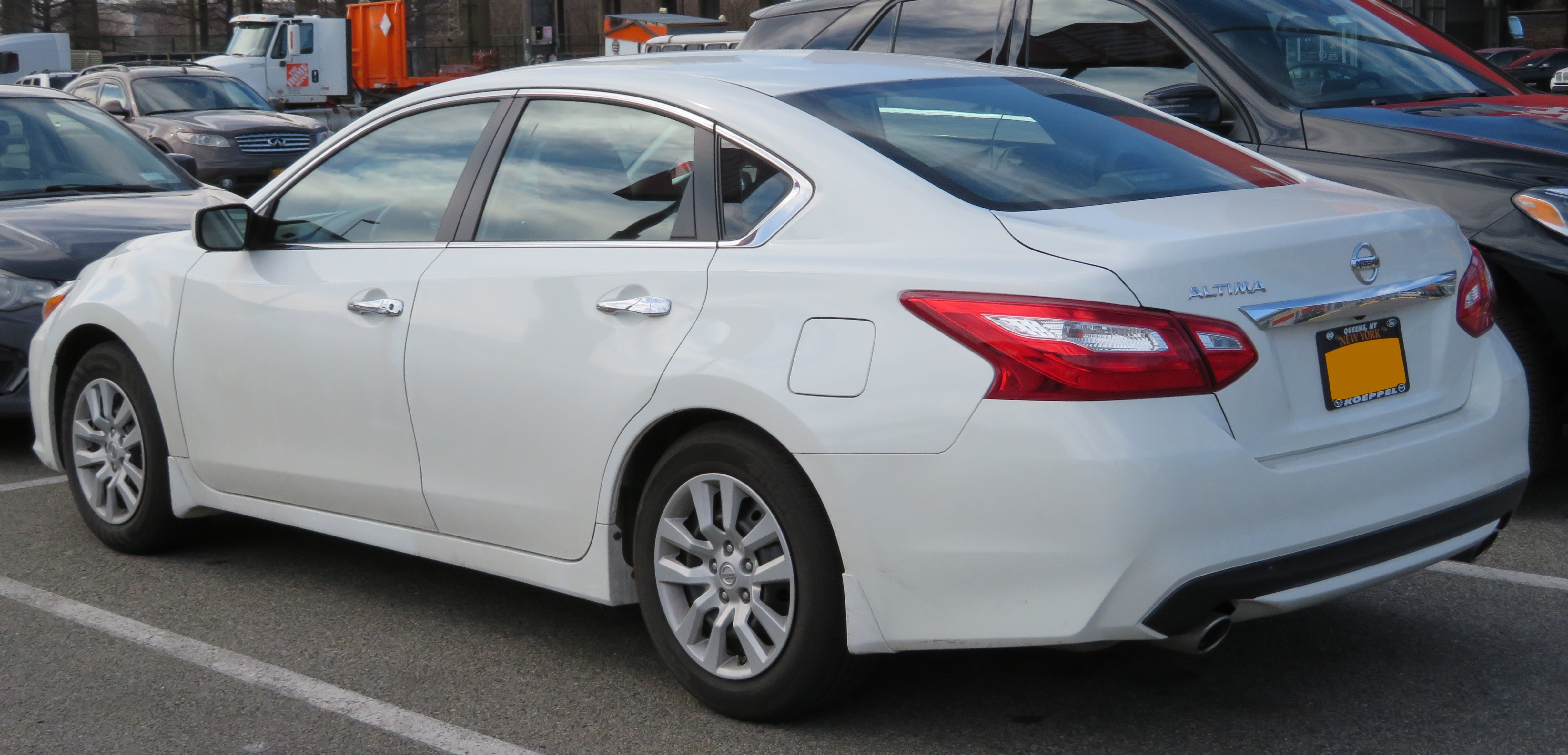

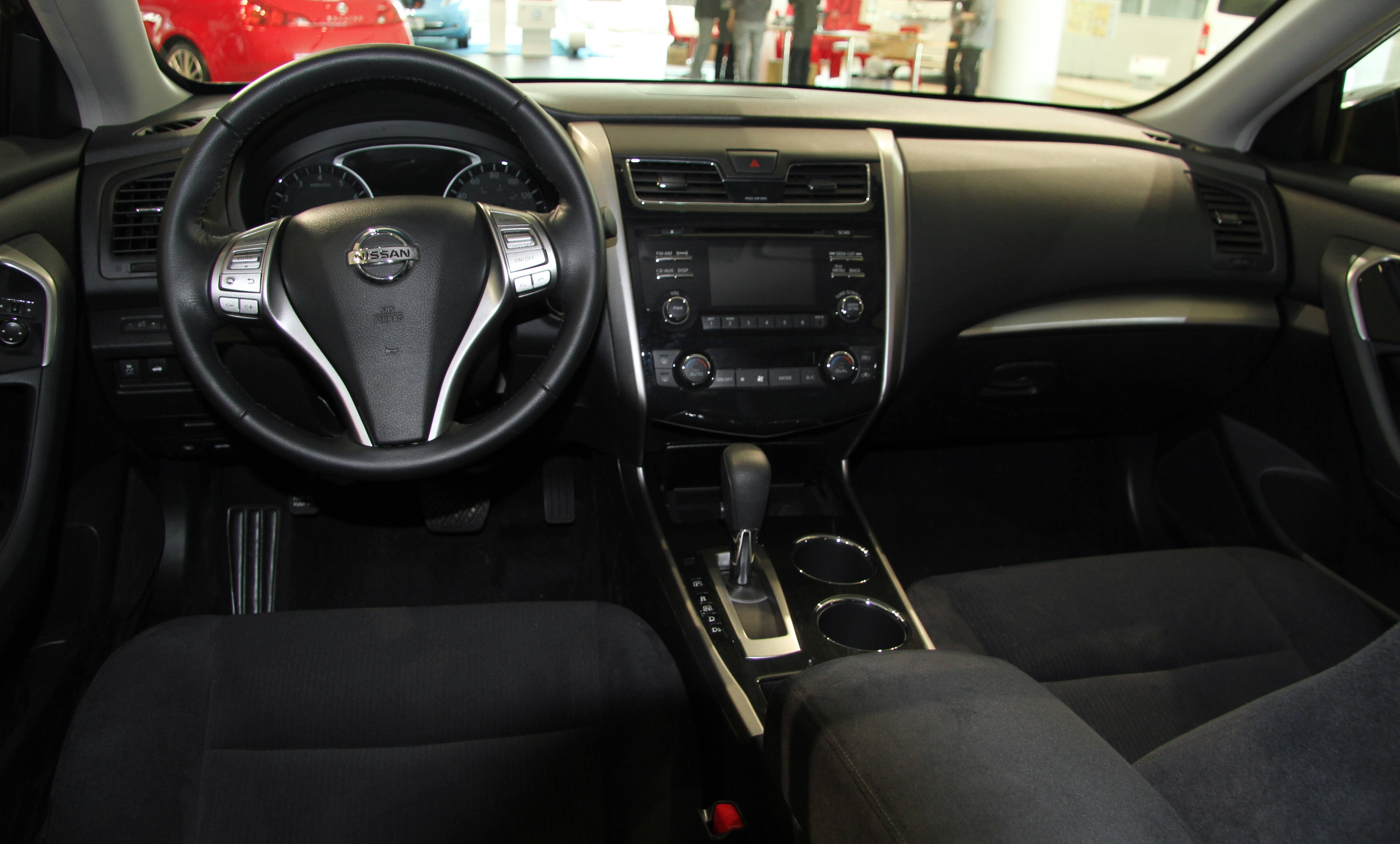

В Європі автомобіль відомий як Nissan Teana. В основу моделі лягла модернізована платформа від попередника з тими ж стійками McPherson спереду, але повністю новою підвіскою ззаду. У силовій структурі кузова з'явилася зв'язок верхніх опор передньої підвіски і додатковий підсилювач, вбудований в задню полку. Це дозволило збільшити жорсткість кузова і зробити реакції на управління більш точним. Електронними помічниками для гальмівної системи виступають Brake assis, EBD і ABC з дисковими механізмами.

### Двигуни
- 2.5 L QR25DE I4 182 к.с.
- 3.5 L VQ35DE V6 270 к.с.

## Шосте покоління (з 2018)

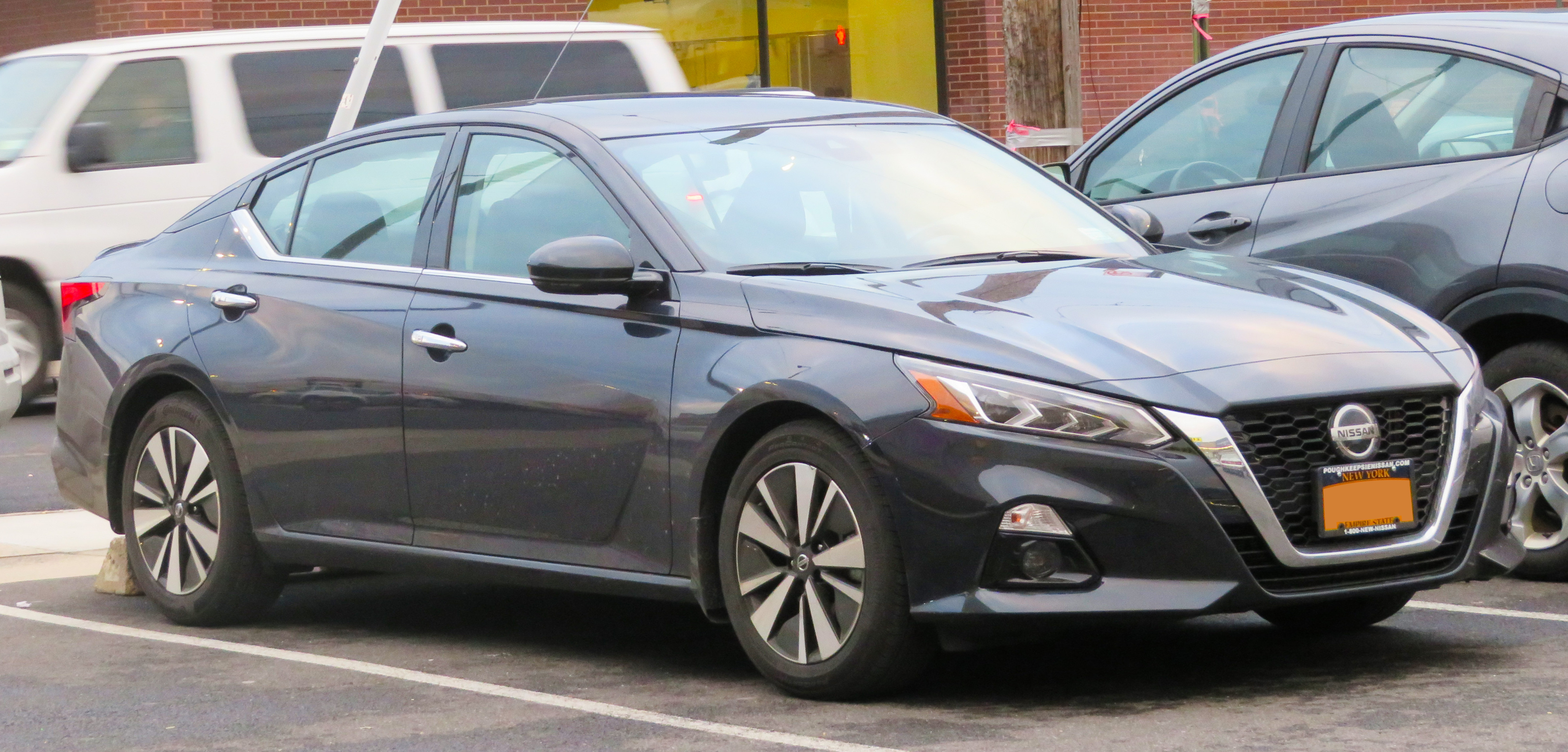
Nissan Altima 6 (з 2018)

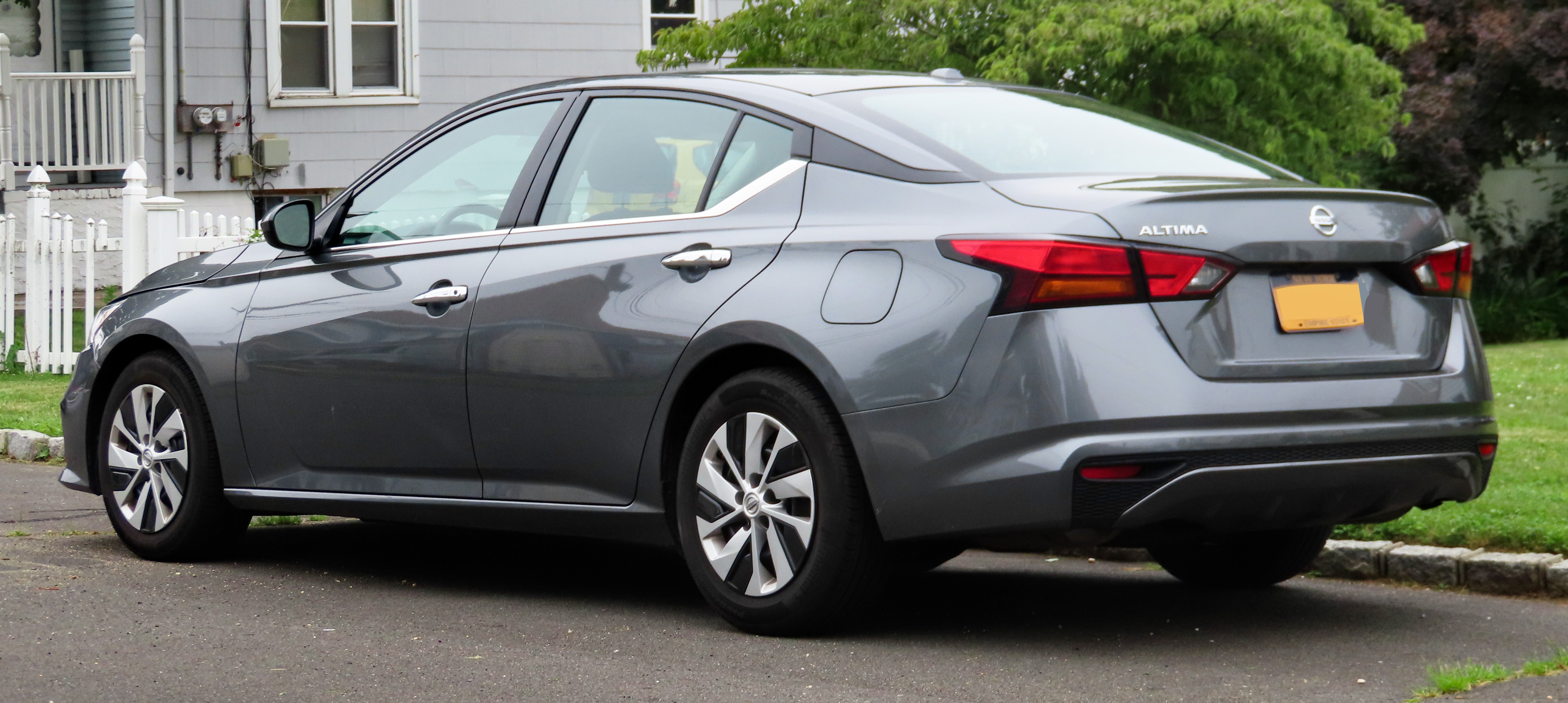

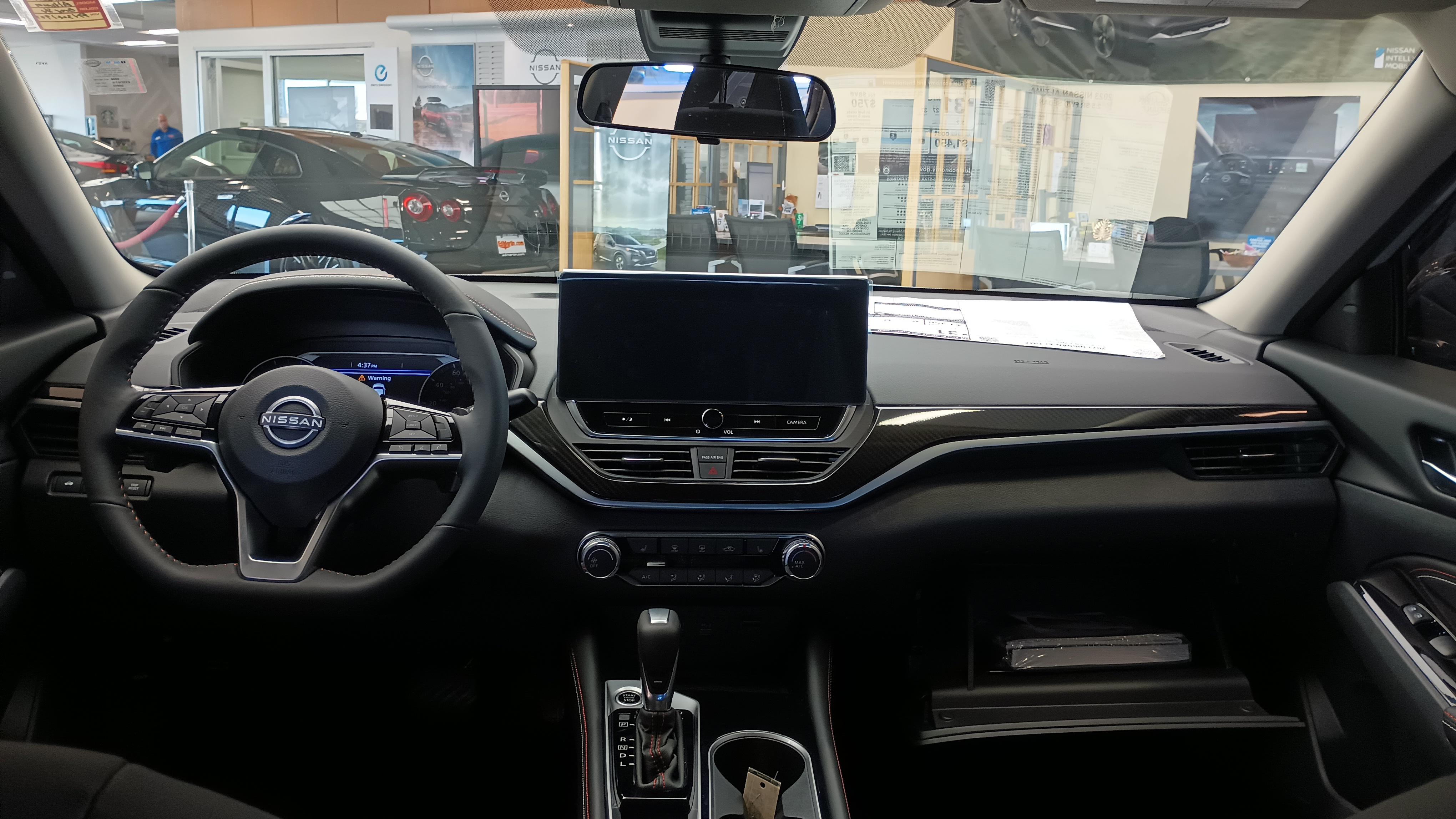

В квітні 2018 року на автосалоні в Нью-Йорку дебютувало шосте покоління седана Nissan Altima, яке вийде на американський ринок в середині 2018 року. Модель вперше в історії отримала повний привід, двигун 2.0 л VC-Turbo (251 к.с., 370 Нм) з різним ступенем стиснення, як у Infiniti QX50, і систему напівавтономного руху ProPilot Assist.
Базовим є атмосферний 2.5 л (191 к.с., 244 Нм). Обидва мотори агрегатуються тільки з варіатором Xtronic. Система повного приводу за допомогою муфти передає 50% тяги на задні колеса. Модернізоване шасі (ззаду нові амортизатори) і рульове управління. Зменшено рівень шуму і вібрацій. Всі седани за замовчуванням оснащені автоматичним гальмуванням.
Витрата пального у Nissan Altima з 2.5-літровим двигуном 8.4 л/100 км у міському, 6.0 л/100 км у заміському і 7.4 л/100 км у змішаному циклах. У комплектації 2.0-літровим турбодвигуном седан витрачає 9.4 л/100 км у місті, 6.7 л/100 км за його межами і 8.1 л/100км у середньому. 
У 2020 році Nissan Altima пропонується у S, SR, SV, SL і Platinum комплектаціях. Базова Altima S отримала інформаційно-розважальну систему Nissan Connect з 8.0-дюймовим сенсорним екраном, Apple CarPlay, Android Auto, двома USB портами, Bluetooth, супутниковим радіо, функцію дистанційного запуску, кнопкове запалювання, неконтактний електронний ключ, тканинну обшивку, 8 режимів налаштування водійського сидіння, камеру заднього виду, попередження про можливе зіткнення і переднє автоматичне екстрене гальмування. Версія Altima SR має заднє автоматичне гальмування, моніторинг сліпих зон, попередження про перехресний рух позаду, попередження про виїзд за межі смуги руху, задні сенсори паркування, автоматичне дальнє світло і функцію виявлення пішоходів. Додатково можна замовити спортивно налаштовану підвіску у версіях з переднім приводом, 2.0-літровий турбодвигун, шкіряне кермо. Пакет «Premium» пропонує люк даху і підігрів передніх сидінь. Комплектація SV передбачає переднє автоматичне гальмування, систему «ProPilot Assist», яка виконує роль адаптивного круїз-контролю. На додачу до двозонного клімат-контролю модель потішить усім переліком оснащення пакету «Premium». У Nissan Altima SL стандартними є навігація, HD радіо, аудіосистема «Bose» на 9 динаміків, функції розпізнавання дорожніх знаків і шкіряна обшивка сидінь. Топова версія Platinum до всього переліченого додає систему камер навколишнього бачення.
Nissan змінив характеристики Altima для моделі 2021 року. Оновлення стосуються топових версій седану. Виробник виключив з лінійки доступних двигунів комплектації Platinum турбований силовий агрегат 2.0 зі змінним стисненням та перетворив VC-Turbo на опцію для модифікації SR. 
У 2022 році версія Altima SR отримала пакет Midnight Edition, котрий додає чорні елементи в дизайн кузова та світлодіоді "протитуманки", а в салон - підігрів передніх сидінь. 
Рестайлингова версія Altima 2024 відрізняється новим стилем решітки радіатора, оптики та колісних дисків, опціональним 12,3-дюймовим сенсорним екраном та розширеним списком стандартних технологій безпеки. 
У 2025 році Nissan припиняє комплектувати Altima двигуном VC-Turbo. Версія SV отримує опціональний пакет стилю та технологій Special Edition. 

### Двигуни
- 2.0 MR20DE I4 150 к.с. 208 Нм (Китай)
- 2.5 PR25DD e-VTC I4 I4 191 к.с. 244 Нм
- 2.0 KR20DDET VC-T I4 251 к.с. 370 Нм

## Продажі
| Рік  | США     | Канада |
| ---- | ------- | ------ |
| 2002 | 201,822 | -      |
| 2003 | 201,240 | -      |
| 2004 | 235,889 | 18,508 |
| 2005 | 255,371 | 17,037 |
| 2006 | 232,457 | 13,997 |
| 2007 | 284,762 | 17,126 |
| 2008 | 269,668 | 16,676 |
| 2009 | 203,568 | 13,852 |
| 2010 | 229,263 | 13,425 |
| 2011 | 268,981 | 12,537 |
| 2012 | 302,934 | 12,793 |
| 2013 | 320,723 | 10,488 |
| 2014 | 335,644 | 9,475  |
| 2015 | 333,398 | 7,293  |
| 2016 | 307,380 | 7,753  |
| 2017 | 254,996 | 6,626  |